# Tmux
tmux는 사용자가 단일 단말기 창 또는 원격 터미널 세션 안에서 여러 별도의 터미널 세션에 액세스할 수 있도록 여러 가상 콘솔을 다중화하는데 사용할 수 있는 응용 소프트웨어이다. 이 응용 프로그램은 명령어 인터페이스로부터 다수의 프로그램을 처리하고 유닉스 셸로부터 프로그램을 분리하는 데에 유용하다. 이것은 GNU Screen과 동일한 기능을 많이 제공하지만 BSD 허가서로 배포된다.

## 특징
tmux는 GNU Screen의 대부분의 기능이 포함되어 있다. tmux는 사용자가 특정 물리적 또는 콘솔에 얽매이지 않은 클라이언트와 터미널 세션을 시작할 수 있다. 다수의 터미널 세션은 하나의 터미널 세션내에서 생성한 뒤 자유롭게 다른 하나의 가상의 콘솔에서 다른 콘솔로 연결할 수 있다. 그리고 각각의 세션은 여러개의 연결된 클라이언트를 가질 수 있다. tmux와 GNU Screen의 다른점은 아래와 같다:
- 실행중인 세션, 창 또는 클라이언트의 상호작용 선택 메뉴
- tmux를 관리하는데에 있어 vi-like 또는 이맥스 커맨드 모드[5]
- 내장된 직렬 및 텔넷 클라이언트의 부족[4]
- 쉬운 구성[6][7]
- 다른 커맨드 키